# Ormoy-la-Rivière
Ormoy-la-Rivière è un comune francese di 1 002 abitanti situato nel dipartimento dell'Essonne nella regione dell'Île-de-France.

## Società

### Evoluzione demografica
Abitanti censiti